# Stockholmssystemet
Aktiebolaget Stockholmssystemet var ett företag som bildades 1913 med läkaren och politikern Ivan Bratt som chef. Syftet var att följa dennes nykterhetspolitiska program, främst utmärkt av begränsning av inköpsrätten till viss kvantitet spritdrycker per månad eller kvartal, varvid inköpen avstämplades i en motbok. Bolaget övertog koncessionen för detaljhandeln med brännvin i Stockholm.
Stockholmssystemet kom även att bli beteckningen för det nykterhetspolitiska program, som följts av Aktiebolaget Stockholmssystemet.